# Montbrun (Droma)
Montbrun-les-Bains és un municipi francès situat al departament de la Droma i a la regió d'Alvèrnia-Roine-Alps. L'any 2007 tenia 448 habitants.

## Demografia

### Població
El 2007 la població de fet de Montbrun-les-Bains era de 448 persones. Hi havia 221 famílies de les quals 94 eren unipersonals (41 homes vivint sols i 53 dones vivint soles), 86 parelles sense fills, 33 parelles amb fills i 8 famílies monoparentals amb fills.
La població ha evolucionat segons el següent gràfic:
Habitants censats

### Habitatges
El 2007 hi havia 558 habitatges, 227 eren l'habitatge principal de la família, 281 eren segones residències i 49 estaven desocupats. 393 eren cases i 157 eren apartaments. Dels 227 habitatges principals, 132 estaven ocupats pels seus propietaris, 77 estaven llogats i ocupats pels llogaters i 18 estaven cedits a títol gratuït; 5 tenien una cambra, 24 en tenien dues, 42 en tenien tres, 77 en tenien quatre i 80 en tenien cinc o més. 162 habitatges disposaven pel capbaix d'una plaça de pàrquing. A 136 habitatges hi havia un automòbil i a 69 n'hi havia dos o més.

### Piràmide de població
La piràmide de població per edats i sexe el 2009 era:
| Homes | Edats   | Dones |
| ----- | ------- | ----- |
| 0     | 95 o +  | 4     |
| 4     | 90 a 94 | 8     |
| 4     | 85 a 89 | 8     |
| 4     | 80 a 84 | 4     |
| 28    | 75 a 79 | 12    |
| 4     | 70 a 74 | 12    |
| 20    | 65 a 69 | 8     |
| 8     | 60 a 64 | 12    |
| 24    | 55 a 59 | 8     |
| 12    | 50 a 54 | 24    |
| 4     | 45 a 49 | 12    |
| 16    | 40 a 44 | 16    |
| 12    | 35 a 39 | 12    |
| 4     | 30 a 34 | 20    |
| 4     | 25 a 29 | 4     |
| 8     | 20 a 24 | 8     |
| 16    | 15 a 19 | 4     |
| 4     | 10 a 14 | 8     |
| 12    | 5 a 9   | 4     |
| 12    | 0 a 4   | 8     |

## Economia
El 2007 la població en edat de treballar era de 286 persones, 215 eren actives i 71 eren inactives. De les 215 persones actives 197 estaven ocupades (113 homes i 84 dones) i 18 estaven aturades (3 homes i 15 dones). De les 71 persones inactives 32 estaven jubilades, 13 estaven estudiant i 26 estaven classificades com a «altres inactius».

### Ingressos
El 2009 a Montbrun-les-Bains hi havia 231 unitats fiscals que integraven 468,5 persones, la mediana anual d'ingressos fiscals per persona era de 14.439 €.

### Activitats econòmiques
Dels 60 establiments que hi havia el 2007, 1 era d'una empresa extractiva, 1 d'una empresa alimentària, 1 d'una empresa de fabricació d'altres productes industrials, 9 d'empreses de construcció, 9 d'empreses de comerç i reparació d'automòbils, 3 d'empreses de transport, 13 d'empreses d'hostatgeria i restauració, 2 d'empreses d'informació i comunicació, 1 d'una empresa financera, 2 d'empreses immobiliàries, 2 d'empreses de serveis, 11 d'entitats de l'administració pública i 5 d'empreses classificades com a «altres activitats de serveis».
Dels 23 establiments de servei als particulars que hi havia el 2009, 1 era una gendarmeria, 1 oficina de correu, 1 una oficina bancària, 1 taller de reparació d'automòbils i de material agrícola, 5 paletes, 1 fusteria, 1 lampisteria, 2 electricistes, 2 perruqueries, 1 veterinari, 3 restaurants, 1 agència immobiliària, 1 tintoreria i 2 salons de bellesa.
Dels 6 establiments comercials que hi havia el 2009, 2 eren fleques, 1 una carnisseria, 1 una botiga de roba i 2 botigues d'equipament de la llar.
L'any 2000 a Montbrun-les-Bains hi havia 19 explotacions agrícoles que ocupaven un total de 602 hectàrees.

## Equipaments sanitaris i escolars
L'únic equipament sanitari que hi havia el 2009 era una farmàcia.
El 2009 hi havia una escola elemental.

## Poblacions més properes
El següent diagrama mostra les poblacions més properes.